# Anemoi
『anemoi』（アネモイ）は、ビジュアルアーツのゲームブランド・Keyより2026年1月30日発売予定のPC向け恋愛アドベンチャーゲーム。

## 概要
フルプライスの作品では『Summer Pockets』以来約7年半ぶりの新作となる。
舞台は北の地にある真澄町。
2023年11月15日に本作が新作フルプライス作品として開発されることが発表された。
2024年6月14日に公式サイトが公開され、2025年発売予定と発表された。その後、2026年1月30日が正式な発売予定日に決定した。

## 登場人物
出典：

### メインキャラクター
速川 麦（はやかわ むぎ）
本作の主人公。
辻倉 朱比華（つじくら すぴか）
声 - 平塚紗依
身長：148cm / 体重：40kg / スリーサイズ：B74/W52/H75 / 原画：Na-Ga
本作のヒロインの一人。
謎めいた少女で、町の外れにあるトレーラーハウスで生活している。
猫の尻尾と耳がついているパーカを着用しており、オコジョがモチーフとなっている。
夜、風に靡きながら草笛を吹く彼女よ姿が目撃される。
総羽 愛乃（ふさば あいの）
声 - 長縄まりあ
身長：145cm / 体重：39kg / スリーサイズ：B73/W51/H73 / 原画：きみしま青
本作のヒロインの一人。
空を飛ぶ実験のために黄色い傘を持っている。その傘を使用し、空から降ってくることもしばしば。
淡雪 陽彩（あわゆき ひいろ）
声 - 千春
身長：167cm / 体重：56kg / スリーサイズ：B90/W60/H88 / 原画：ふむゆん
本作のヒロインの一人。
自称、IQが8那由他あると語っている。
白渡 小詠（しらと こよみ）
声 - 会沢紗弥
身長：152cm / 体重：44kg / スリーサイズ：B78/W56/H79 / 原画：永山ゆうのん
本作のヒロインの一人。
社畜気質の忙しい郵便屋さんで、大のおじいちゃんっ子。
速川 六花（はやかわ りっか）
声 - 涼泉桜花
身長：158cm / 体重：52kg / スリーサイズ：B86/W58/H88 / 原画：Na-Ga
本作のヒロインの一人。
主人公の妹で、麦のことを「兄さん」や「お兄ちゃん」と呼ぶ。何にでも万能だと思っている秘伝の自家製すき焼きダレを持っている。

## スタッフ
- 原画 - Na-Ga、ふむゆん、永山ゆうのん、きみしま青[4]
- シナリオ - 魁、新島夕、ハサマ、佐雪隼[4]
- 音楽プロデューサー - 折戸伸治[4]
- ディレクター - 魁[4]
- プロデューサー - 丘野塔也[4]

## 主題歌・音楽
オープニングテーマ「エタニクル」
作詞：魁 / 作曲：折戸伸治 / 編曲：内山利彦 / 歌：ASCA